# غجيغوش غيليفسكي
غجيغوج غيليفسكي (بالبولندية: Grzegorz Gilewski)‏ (مواليد 24 فبراير 1973 في رادوم) حكم كرة قدم بولندي. قرر الاتحاد الدولي لكرة القدم اعتماده حكما دوليا في سنة 2001.

## روابط خارجية
- غجيغوش غيليفسكي على موقع Soccerway.com (الإنجليزية)